# Сома (притока Ламанша)
Сома (фр. La Somme) је река у северној Француској (област Пикардија) дуга 245 km. Извире код Сен Кентена (Департман Ен), а улива се у заливу Сома у Ламанш. 
Главне притоке су јој: Авр, Сел и Енкр. 
Име Сома је келтског порекла.
Сома је позната по бици из 1916. (Битка на Соми). 